# Spitzer Infrared Nearby Galaxies Survey

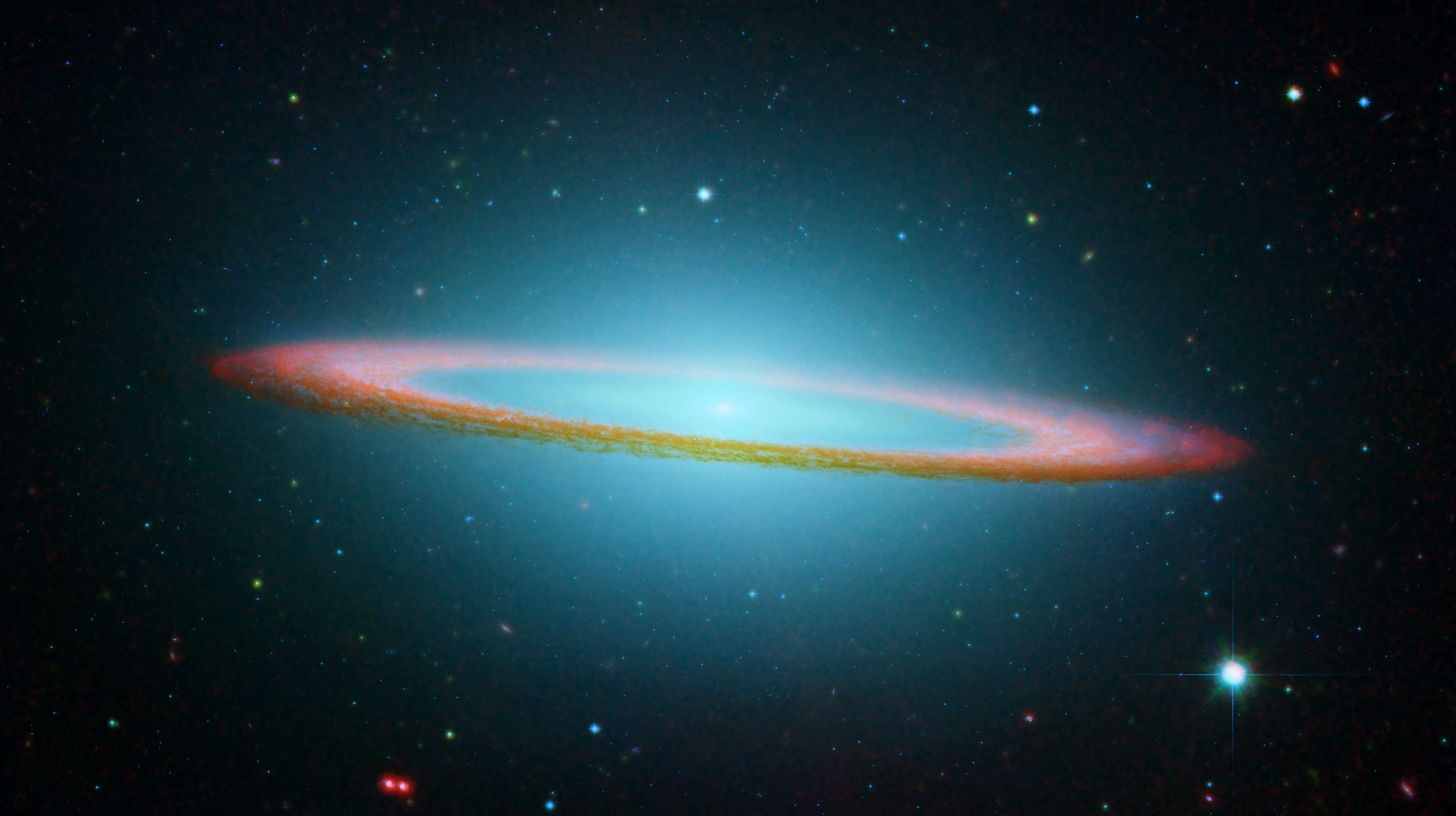
Le immagini composite che utilizzano i dati di SINGS e telescopio Hubble, come questa immagine a infrarossi della Galassia Sombrero, sono tra le migliori immagini delle galassie campionate fino ad oggi.

Lo Spitzer Infrared Nearby Galaxies Survey (SINGS, in italiano: Indagine sulle galassie vicine a infrarossi Spitzer) è stato un'indagine su 75 galassie utilizzando il telescopio spaziale Spitzer, condotta tra il 2003 e il 2006.
Uno dei sei progetti scientifici del telescopio, SINGS ha raccolto un insieme completo di dati spettroscopici nella regione infrarossa, che, in combinazione con misurazioni ad altre lunghezze d'onda, aveva lo scopo di fornire informazioni sulla formazione stellare e su altri processi che si verificano all'interno di queste galassie.